# Robinson (Dakota del Norte)
Robinson es una ciudad ubicada en el condado de Kidder, Dakota del Norte, Estados Unidos. Tiene una población estimada, a mediados de 2021, de 31 habitantes.

## Geografía
La localidad está ubicada en las coordenadas 47°8′31″N 99°46′53″O / 47.14194, -99.78139 (47.142062, -99.781332). Según la Oficina del Censo de los Estados Unidos, tiene una superficie total de 0.45 km², correspondientes en su totalidad a tierra firme.

## Demografía
Según el censo de 2020, en ese momento había 36 personas residiendo en Robinson. La densidad de población era de 80.00 hab./km². El 91.67% de los habitantes eran blancos y el 8.33% eran de una mezcla de razas. No había hispanos o latinos residiendo en la localidad.